# لوئیز-ویکتورین اکرمان
لوئیز-ویکتورین اکرمان (به فرانسوی: Louise-Victorine Ackermann) شاعر قرن نوزدهم میلادی اهل فرانسه است. وی در ۳۰ نوامبر ۱۸۱۳ در شهر نیس فرانسه به دنیا آمد اما بیشتر جوانی خود را به صورت روستایی در حومه شهر زندگی کرد. اکرمان در ۲ اوت ۱۸۹۰ در زادگاهش از دنیا رفت.